# FIS Worldloppet Cup 2017
Sezon 2017 FIS Worldloppet Cup rozpoczął się 15 stycznia 2017 roku maratonem La Foulée Blanche we francuskim Autrans, a zakończył się 8 kwietnia tego samego roku w rosyjskim Chanty-Mansyjsku maratonem Ugra Ski Marathon. Sezon składał się z 8 startów.
W poprzednim sezonie tego cyklu najlepszą wśród kobiet była Francuzka Aurélie Dabudyk, a wśród mężczyzn był to Szwajcar Toni Livers.  W tym sezonie natomiast, wśród kobiet ponownie zwyciężyła Francuzka Aurélie Dabudyk, a u mężczyzn najlepszy okazał się Szwajcar Candide Pralong.

## Kalendarz i wyniki

### Kobiety
| Lp. | Data             | Miejsce - Nazwa biegu               | Dystans             | 1. miejsce      | 2. miejsce       | 3. miejsce       |
| --- | ---------------- | ----------------------------------- | ------------------- | --------------- | ---------------- | ---------------- |
| 1.  | 15 stycznia 2017 | Autrans – La Foulée Blanche         | 50 km s. dowolnym   | Odwołano        | Odwołano         | Odwołano         |
| 2.  | 22 stycznia 2017 | Obertilliach – Dolomitenlauf        | 42 km s. dowolnym   | Aurélie Dabudyk | Rahel Imoberdorf | Seraina Boner    |
| 3.  | 29 stycznia 2017 | Val di Fiemme – Marcialonga         | 57 km s. klasycznym | Kateřina Smutná | Britta Norgren   | Sara Lindborg    |
| 4.  | 5 lutego 2017    | Oberammergau – König-Ludwig-Lauf    | 38 km s. klasycznym | Aurélie Dabudyk | Maria Gräfnings  | Tatjana Mannima  |
| 5.  | 12 lutego 2017   | Lamoura-Mouthe – Transjurassienne   | 50 km s. dowolnym   | Maria Gräfnings | Aurélie Dabudyk  | Aurore Jean      |
| 6.  | 26 lutego 2017   | Otepää-Elva – Tartu Maraton         | 34 km s. klasycznym | Aurélie Dabudyk | Tatjana Mannima  | Maria Gräfnings  |
| 7.  | 12 marca 2017    | Samedan – Engadin Skimarathon       | 42 km s. dowolnym   | Mari Eide       | Rahel Imoberdorf | Caitlin Gregg    |
| 8.  | 8 kwietnia 2017  | Chanty-Mansyjsk – Ugra Ski Marathon | 50 km s. dowolnym   | Olga Roczewa    | Maria Gräfnings  | Marija Guszczina |

### Mężczyźni
| Lp. | Data             | Miejsce - Nazwa biegu               | Dystans             | 1. miejsce             | 2. miejsce         | 3. miejsce             |
| --- | ---------------- | ----------------------------------- | ------------------- | ---------------------- | ------------------ | ---------------------- |
| 1.  | 15 stycznia 2017 | Autrans – La Foulée Blanche         | 50 km s. dowolnym   | Odwołano               | Odwołano           | Odwołano               |
| 2.  | 22 stycznia 2017 | Obertilliach – Dolomitenlauf        | 42 km s. dowolnym   | Ivan Perrillat Boiteux | Candide Pralong    | Loïc Guigonnet         |
| 3.  | 29 stycznia 2017 | Val di Fiemme – Marcialonga         | 57 km s. klasycznym | Tord Asle Gjerdalen    | Johan Kjølstad     | Morten Eide Pedersen   |
| 4.  | 5 lutego 2017    | Oberammergau – König-Ludwig-Lauf    | 38 km s. klasycznym | Max Olex               | Damien Tarantola   | Bastien Buttin         |
| 5.  | 12 lutego 2017   | Lamoura-Mouthe – Transjurassienne   | 50 km s. dowolnym   | Robin Duvillard        | Jean Marc Gaillard | Ivan Perrillat Boiteux |
| 6.  | 26 lutego 2017   | Otepää-Elva – Tartu Maraton         | 34 km s. klasycznym | Bastien Buttin         | Benoît Chauvet     | Bastien Poirrier       |
| 7.  | 12 marca 2017    | Samedan – Engadin Skimarathon       | 42 km s. dowolnym   | Dario Cologna          | Anders Gløersen    | Ilja Czernousow        |
| 8.  | 8 kwietnia 2017  | Chanty-Mansyjsk – Ugra Ski Marathon | 50 km s. dowolnym   | Siergiej Ustiugow      | Petter Northug     | Candide Pralong        |

## Klasyfikacje
| Lp. | Zawodniczka          | Punkty |
| --- | -------------------- | ------ |
| 1.  | Aurélie Dabudyk      | 368    |
| 2.  | Maria Gräfnings      | 356    |
| 3.  | Rahel Imoberdorf     | 300    |
| 4.  | Tatjana Mannima      | 221    |
| 5.  | Seraina Boner        | 187    |
| 6.  | Klára Moravcová      | 164    |
| 7.  | Olga Roczewa         | 122    |
| 8.  | Roxane Lacroix       | 108    |
| 9.  | Mari Eide            | 100    |
| =   | Katerina Smutna      | 100    |
| 11. | Nicole Donzallaz     | 98     |
| 12. | Aurore Jean          | 96     |
| 13. | Constance Vulliet    | 84     |
| 14. | Britta Norgren       | 80     |
| 15. | Marie Kromer         | 79     |
| 16. | Caittlin Gregg       | 60     |
| =   | Marija Guszczina     | 60     |
| =   | Sara Lindborg        | 60     |
| 19. | Antonella Confortola | 58     |
| 20. | Astrid Øyre Slind    | 50     |

| Lp. | Zawodnik               | Punkty |
| --- | ---------------------- | ------ |
| 1.  | Candide Pralong        | 276    |
| 2.  | Ivan Perrillat Boiteux | 256    |
| 3.  | Toni Livers            | 195    |
| 4.  | Benoît Chauvet         | 175    |
| 5.  | Bastien Poirrier       | 160    |
| 6.  | Adrien Mougel          | 155    |
| 7.  | Loic Guigonnet         | 144    |
| 8.  | Jean-Marc Gaillard     | 120    |
| 9.  | Gerard Agnellet        | 114    |
| 10. | Bastien Buttin         | 107    |
| 11. | Kari Varis             | 104    |
| 12. | Dario Cologna          | 100    |
| =   | Robin Duvillard        | 100    |
| =   | Tord Asle Gjerdalen    | 100    |
| =   | Siergiej Ustiugow      | 100    |
| 16. | Anders Gløersen        | 80     |
| =   | Johan Kjølstadt        | 80     |
| =   | Petter Northug         | 80     |
| 19. | Ilja Czernousow        | 60     |
| =   | Morten Eide Pedersen   | 60     |